# 維道河
53°06′26″N 9°23′25″E / 53.10722957335039°N 9.390236735343933°E

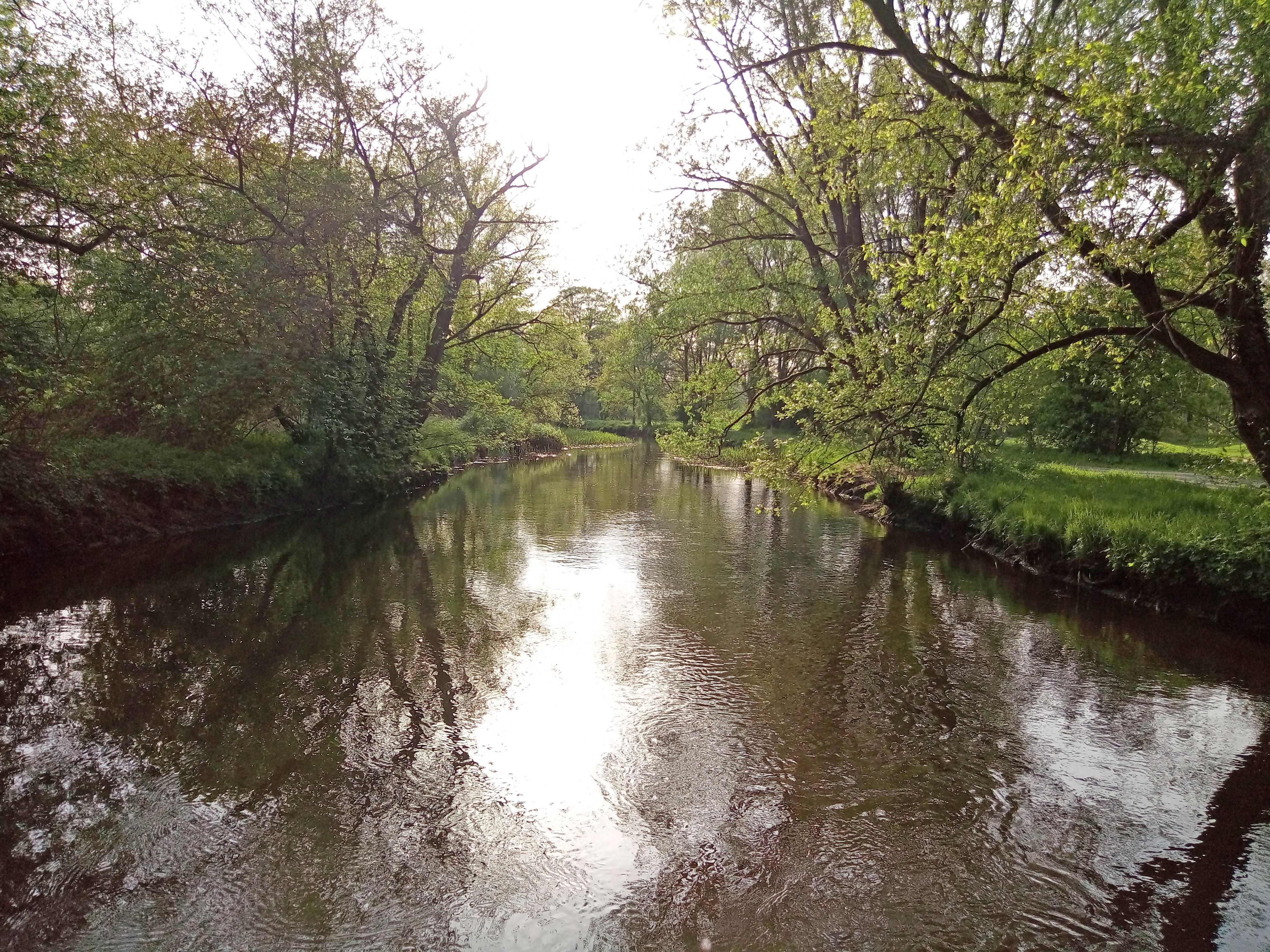

維道河（德語：Wiedau），是德國的河流，位於該國西北部，由下薩克森州負責管轄，屬於維默河的左支流，河道全長14.2公里，流域面積307平方公里，河口處在羅滕堡。